# Maska przeciwgazowa M40

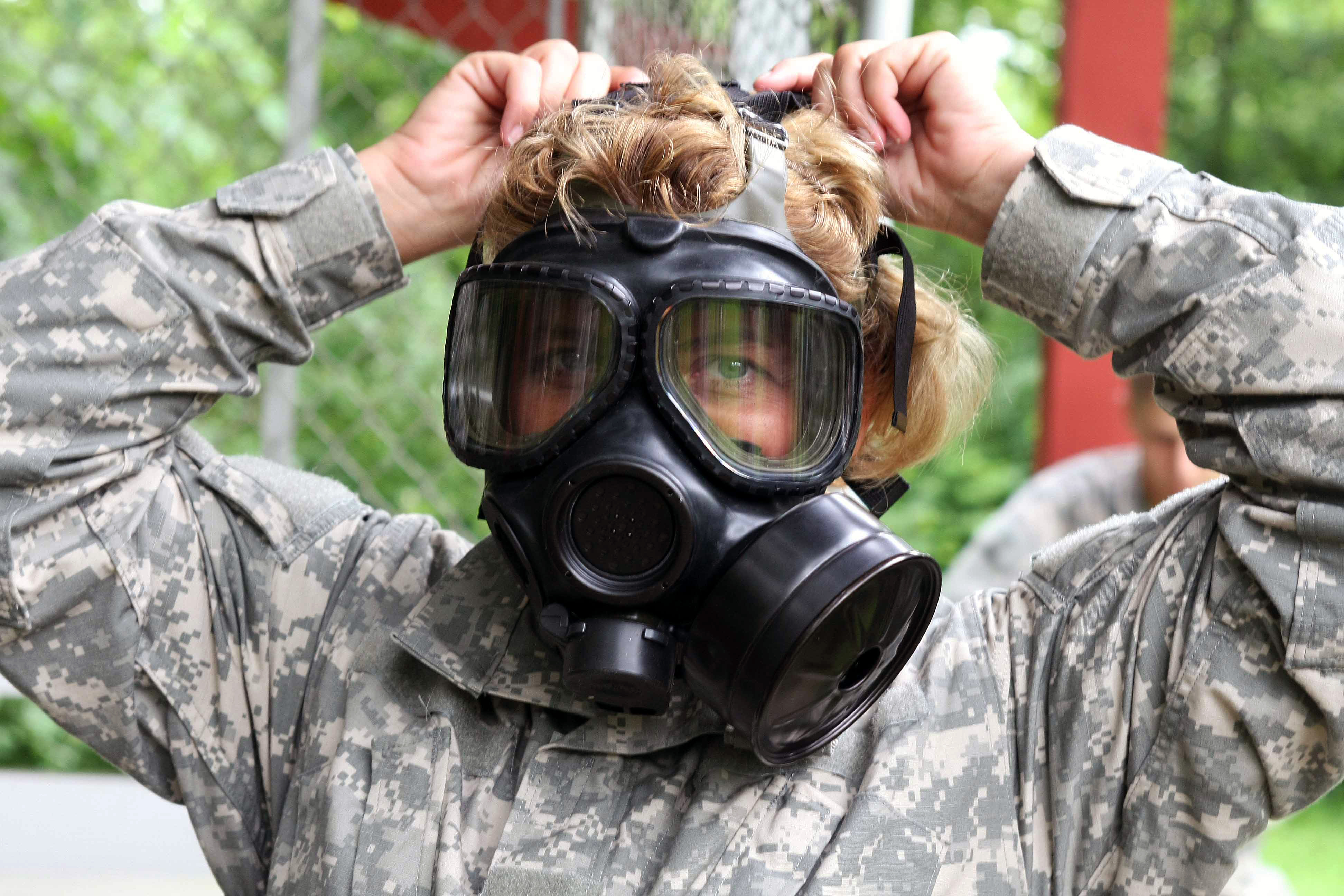
Żołnierz amerykański w masce M40

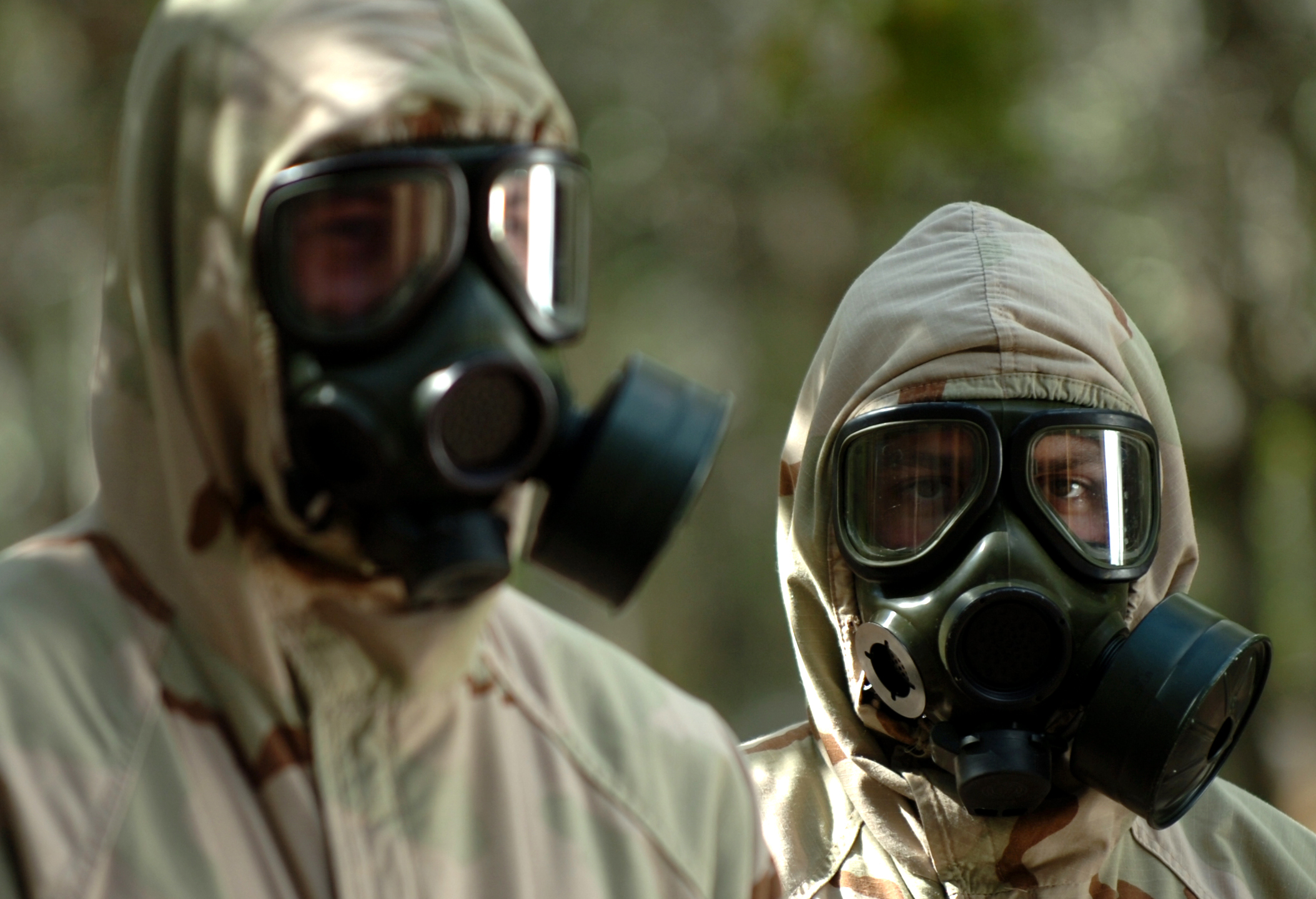
Żołnierze amerykańscy w maskach M40 i nowych strojach NBC

Maska przeciwgazowa M40 – maska przeciwgazowa będąca na wyposażeniu Sił Zbrojnych USA (US Army i Marines). Od roku 2009 stopniowo zastępowana przez maskę M50.

## Historia
Maska M40 była wynikiem programu opracowania następcy dla masek M17 (wprowadzonych w czasie wojny wietnamskiej). Nowa maska weszła do służby w roku 1987. Wraz z M40 wprowadzono maskę M42 – zastępowała ona maski M25 i M25A1 użytkowane przez załogi pojazdów bojowych.
Z uwagi na wprowadzenie nowych strojów przeciwchemicznych wprowadzono nieco zmienioną wersję maski – M40A1(i analogicznie M42A1). Zrezygnowano z kaptura butylowego połączonego na stałe z tzw. second skin, czyli dodatkową warstwą czarnej gumy butylowej chroniącą silikonową część twarzową przed kroplami BŚT które z łatwością przeniknęły by przez nieosłoniętą część twarzową z silikonu. Wprowadzono za to osobno nakładaną nakładkę second skin umożliwiającą użytkowanie maski bez kaptura(nowy strój JSLIST w przeciwieństwie do starego BDO posiadał kaptur). Z uwagi że second skin była już osobną częścią w maskach M40A1 i M42A1 zaprojektowano do nich także nowy kaptur tzw. quick doof hood, który zakładano w celu ochrony skóry głowy, szyi i ramion gdy użytkowano maskę bez kombinezonu JSLIST. Modernizacja A1 pociągnęła także zmianę wewnętrznej półmaski która w maskach M40 i M42 była wykonana z czarnego silikonu i kształtem identyczna z półmaskami w maskach MCU-2A/P i MCU-2/P jednakże w celu zwiększenia komfortu zaprojektowano zupełnie nową półmaskę wykonaną z zielonego silikonu. Ponadto w maskach M42A1 zmianie uległ także wąż łączący maskę z filtropochłaniaczem który tym razem można było odkręcić od części twarzowej.

## Konstrukcja
Maska składa się z części twarzowej, wkręcanego filtropochłaniacza i kaptura butylowego. Zarzucono stare rozwiązanie z pochłaniaczami montowanymi w "policzkach" maski. Wymiana takich pochłaniaczy była zbyt uciążliwa. Część twarzowa wykonana jest z zielonej gumy silikonowej wraz z nakładaną na nią tzw. second skin z czarnej gumy butylowej, wizjery są wykonane z poliwęglanu czyli takiego samego materiału jak w maskach M17. Istnieje możliwość picia w masce z użyciem manierki M1961 lub innej kompatybilnej z korkiem M1. Filtropochłaniacz ma gwint o średnicy 40mm w standardzie NATO montowany z boku maski. Istnieje możliwość montażu z prawej lub lewej strony zależnie od preferencji użytkownika. Występują dwa rodzaje filtropochłaniaczy: wczesne C2 koloru czarnego(produkowane do końca lat 90) i nowsze zielone C2A1(produkowane od końca lat 90).
Maska chroni przed działaniem bojowych środków trujących, broni biologicznej i radiologicznej. Nie chroni przy małym stężeniu tlenu w powietrzu.